# Вера Зурофф
Эсмеральда Сентено Урисар (исп. Esmeralda Zenteno Urizar; 18 июля 1880, Антофагаста — 1967), известная под псевдонимом Вера Сурофф (Зурофф, Vera Zouroff) — чилийская социалистическая феминистка, писательница, поэтесса, корреспондентка и редактор. Вышла замуж за Артуро Леона дель Рио, после чего стала известна как Эсмеральда Сентено де Леон (Esmeralda Zenteno de León). У них было пятеро детей.

## Биография
С самого раннего возраста была известна своим мастерским чтением поэзии. Она дебютировала с романом «Марта» в 1916 году, но одним из самых известных её произведений было «Освобождение!», вызвавшее резонс в конце 1920-х годов.
Кроме того, она писала для различных латиноамериканских изданий, редактировала журналы Revista de las Américas и Mujeres de América, посвященный феминистской мысли в регионе (в Национальной цифровой библиотеке Чили хранится рукописное письмо, отправленное ей в 1949 году Габриеле Мистраль с благодарностью за поддержку издания этого журнала).
Читая лекции на тему «Социализм в Чили», она отстаивала ту форму социализма, которая дает женщинам возможность участвовать в управлении на практике. Она также занимала руководящие должности в Женском исследовательском центре (Centro Femenino de Estudio) в Сантьяго.

## Некоторые работы
- Martha (1916)
- ¡Liberación! (1919)
- México fuera y dentro de sus fronteras (1932)
- Hollywood (1932)
- Feminismo obrero (1933)
- La guerra (1937)
- Devocionario dedicado a celebrar las dieciocho apariciones de la Sna. Virgen en la Gruta de Lourdes (1939)
- El arte de la declamación: enseñanza y práctica de este arte (1945)
- El Cenáculo de poesía a sus poetas (1947)
- O’Higgins : libertador de Chile, gran mariscal del Perú (1949)
- Evocaciones del Perú (1949)
- Beatriz Sandoval (1954)